# Долни Коритен
Вижте пояснителната страница за други значения на Коритен.
Долни Коритен е село в Западна България. То се намира в община Трекляно, област Кюстендил.

## География
Село Долни Коритен се намира в планински район, в северозападната част на Кюстендилското Краище, в югоизточните склонове на Ушинска планина, в горното течение на река Уйненщица.
Името на селото идва от релефа, просечен от сухи каменисти долини напомнящи на „корита“, със стръмни склонове. Селото е образувано от махали: Бачева, Витанова, Портарска, Гилевци, Кьосева, Томанска, Дроньовци, Песяк, Димова, Петкова, Манчова, Деянова, Китанова, Сульова.
Съседни села са Горни Коритен - на 3 км и общинския център Трекляно на 12,6 км.
В района Димовата махала тече подземна река. По непотвърдени данни от тази река се образува Скакавишкия водопад край река Струма.
В подножието на връх „Малък Валявичар“, над корията „Перовляч“ се намира пещера, която не е докрай проучена.

## Население
| Година    | 1880 | 1900 | 1926 | 1934 | 1946 | 1956 | 1965 | 1975 | 1984 | 2008 |
| Население | 360  | 440  | 553  | 531  | 461  | 322  | 169  | 113  | 74   | 32   |

## История
Няма запазени писмени данни за времето на възникване на селото. Останките от антично селище и късноантични и средновековни укрепления свидетелстват че района е населяван от дълбока древност.
Село Долни Коритен е старо средновековно селище, регистрирано в турски данъчни документи от 1570-1572 г. под името Долно Коритино като тимар към нахия Сирищник на Кюстендилския санджак с 42 домакинства, 42 ергени и 5 бащини. В същия документ най-голямата сегашна махала – Деянова, фигурира като самостоятелно селище под името Деяновци с 35 домакинства, 31 ергени и 1 вдовица. В този район се намира местността „Градище“ където са намирани здрави големи керамични съдове и местното население ги е ползвало за съхраняване на зърно.
В списъка на джелепкешаните от 1576-77 г. е записано селище Долне Коритне към кааза Ълъджа (Кюстендил) с 4 данъкоплатци.
В края на XIX век селото има 4278 декара землище, от които 2207 дка ниви, 987 дка гори, 569 дка естествени ливади, 520 дка мери и се отглеждат 1784 овце, 262 говеда и 115 коня. Основен поминък на селяните са земеделието (основно овес, ръж, ечемик) и животновъдството. Част от мъжете са сезонни строителни работници.
През 1886 г. е открито училище, което от 1900 г. се помещава в собствена сграда.
През 1920 г. е построена църквата „Свети свети Петър и Павел“. През 1936 г. е основано читалище „Напредък“, а през 1945 г. – Кредитна кооперация „Светлина“.
През 1956 г. е учредено ТКЗС, което от 1961 г. преминава в ДЗС – Трекляно, от 1979 г. в АПК „Краище“, което от 1983 г. е в състава на ЦКС. Селото е електрифицирано (1952), няма действащо водоснабдяване и канализация.
Построена е кооперативна и административна сграда, пътят за Долно Уйно и Злогош е асфалтиран.
През последните десетилетия се наблюдават активни миграционни процеси. Селото е агроекологичен район – липсват промишленост и замърсители.

## Религии
Село Долни Коритен принадлежи в църковно-административно отношение към Софийска епархия, архиерейско наместничество Кюстендил. Населението изповядва източното православие.

## Исторически, културни и природни забележителности
- Църква „Свети свети Петър и Павел“. Построена е през 1920 г. върху долинен склон, на мястото на оброчището „Свети Петър“.
- Оброк „Спасов ден“. Намира се на около 1,8 км северозападно от църквата, при махала Витанова, южно от местността „Извора“. Има останки от стара църква.
- Оброк „Свети Спас“. Намира се на около 2,2 км югозападно от църквата в махала Клуборска. Мястото е отбелязано с дървен кръст.
- Оброк „Свети Илия“. Намира се на около 1 км западно от църквата, при Деянова махала, върху левия бряг на реката.
- Паметник на загиналите във войните през 1912-1918 г. и 1941-1945 г.

## Личности
- Емануил Попдимитров (1885 – 1943), български поет и писател, учител в селото през 1904-1906 г.;
- Любен Овчаров – (1928-2008), писател и журналист (сп."Криле").
- проф. Милчо Райчев Стоименов род.1941 г.-проф.по икономическите науки, доктор на науките